# Hnilec
Hnilec (in ungherese Nyilas) è un comune della Slovacchia facente parte del distretto di Spišská Nová Ves, nella regione di Košice.